# Brachyglossina mauritanica
Brachyglossina mauritanica är en fjärilsart som beskrevs av George Thomas Bethune-Baker 1884. Brachyglossina mauritanica ingår i släktet Brachyglossina och familjen mätare. Inga underarter finns listade i Catalogue of Life.